# Венгерская рабочая партия
Венгерская рабочая партия (венг. Magyar Munkáspárt) — политическая партия в Венгрии, декларирующая марксистские взгляды.

## История

### Предыстория
В 1918 году от Социал-демократической партии Венгрии откололось левое крыло, образовав Коммунистическую партию Венгрии (Kommunisták Magyarországi Pártja, KMP, КПВ). В 1919 году большинство СДПВ и КПВ, провозгласив Венгерскую советскую республику, объединились в Социалистическую партию Венгрии (Magyarországi Szocialista Párt, СПВ). Однако после разгрома ВСР СПВ прекратила своё существование, а КПВ восстановлена в условиях нелегальности. В 1935 году левое крыло СДПВ и КПВ объединились в Социалистическую рабочую партию Венгрии (Magyarországi Szocialista Munkáspárt, MSZMP, СРПВ), которая после разгрома хортистским режимом в 1928 году фактически прекратила своё существование. В 1948 году СДПВ и КПВ объединились в Венгерскую партию трудящихся (Magyar Dolgozók Pártja, MDP, ВПТ), которая в 1956 году была переименована в Венгерскую социалистическую рабочую партию (Magyar Szocialista Munkáspárt, MSZMP, ВСРП).

### Рабочая партия (1993—2005)

Логотип Рабочей партии Венгрии (1993-2005)

В 1989 году ВСРП была переименована в Венгерскую социалистическую партию (ВСП), а идеология партии была изменена. Не согласная с этими решениями часть ВСРП воссоздала партию 17 декабря 1989 года, а в 1993 году она была переименована в Рабочую партию (венг. Munkáspárt). В 1998 году Рабочая партия вошла в Партию европейских левых. На всех четырёх прошедших с 1990 года по 2005 гг. выборах партия не смогла провести своих депутатов в Парламент Венгрии, набирая не более 4 % голосов.

### Венгерская коммунистическая рабочая партия (с 2005 года)
В 2005 году Рабочая партия была переименована в Венгерскую коммунистическую рабочую партию (венг. Magyar Kommunista Munkáspárt, ВКРП), а в 2009 году вышла из Партии европейских левых, из-за несогласия «с ревизионистской и оппортунистической политикой Европейских Левых».
В 2006 году еврокоммунистическое крыло вышло из ВКРП и организовалось в Венгерскую рабочую партию 2006. Последняя, являясь менее ортодоксальной и более открытой к «новым левым», вошла в возглавляемый Г. М. Тамашем блок «Зелёные левые» с экологистами и феминистами.
11 мая 2013 года ВКРП была вынуждена сменить название в связи с принятым по инициативе правящей консервативной партии Фидес — Венгерский гражданский союз законом, запрещающим общественное употребление «названий, связанных с тоталитарными режимами XX века».
На выборах 2006 года партия получила 0,41 % голосов. Партия также не представлена в Европарламенте. По мнению ЦК партии, главными причинами поражения партии на последних выборах в Европарламент стали отсутствие денег и бойкот партии средствами массовой информации.
ВКРП находится в жёсткой оппозиции большинству крупных партий, в том числе и социалистам, а также заявляет о своём «следовании по пути социалистической революции». На выборах 2010 года Венгерская коммунистическая рабочая партия получила 4117 голосов (0,11 %). На выборах 2014 года — 27 670 голосов.
Председателем партии с момента её создания является Дьюла Тюрмер.